# Ödeshög (plaats)
Ödeshög is de hoofdplaats van de gemeente Ödeshög in het landschap Östergötland en de provincie Östergötlands län in Zweden. De plaats heeft 2651 inwoners (2005) en een oppervlakte van 240 hectare.

## Geboren
- Klas Ingesson (1968–2014), Zweeds voormalig voetballer